# Abd-al-Ghafur (nom)
Abd-al-Ghafur és un nom masculí teòfor àrab islàmic (àrab: عبد الغفور, ʿAbd al-Ḡafūr) que literalment significa ‘Servidor de l'Indulgent’, essent «l'Indulgent» un dels epítets de Déu. Si bé Abd-al-Ghafur és la transcripció normativa en català del nom en àrab clàssic, també se'l pot trobar transcrit Abdul Ghafur, ‘Abdul Ghafour... normalment per influència de la pronunciació dialectal o seguint altres criteris de transliteració. Com a teòfor, també el duen molts musulmans no arabòfons que l'han adaptat a les característiques fòniques i gràfiques de la seva llengua.
Vegeu aquí personatges i llocs que duen aquest nom.